# Dăbâca
Dăbâca (Hongaars: Doboka) is een gemeente in Cluj. Dăbâca ligt in de regio Transsylvanië, in het westen van Roemenië. De gemeente bestaat uit drie dorpen; Dăbâca, Luna de Jos (Kendilóna) en Pâglișa (Poklostelke). De gemeente heeft in 2011 1.543 inwoners. 81% is Roemeens, nog geen 7% Hongaars van afkomst. Ook wonen er Roma zigeuners.
De gemeente speelt een belangrijke rol in de geschiedenis van Hongarije en Transsylvanië. De burcht van Doboka was namelijk het centrum van de historische provincie Doboka die later is opgegaan in het comitaat Szolnok-Doboka. De burcht was een zogenaamde aardenburg en is ook nu nog herkenbaar in het landschap.

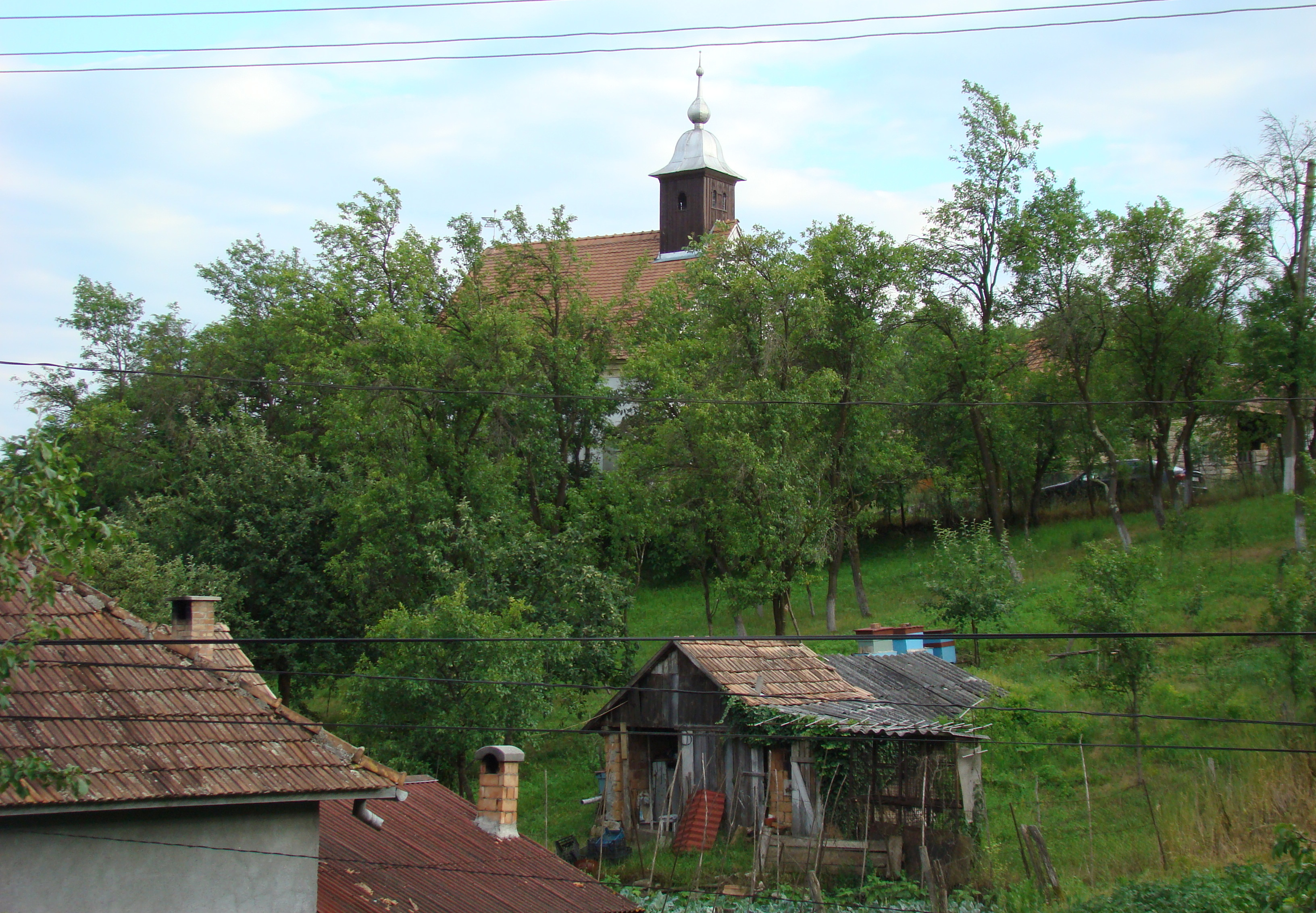
De Hongaars gereformeerde kerk van Dăbâca

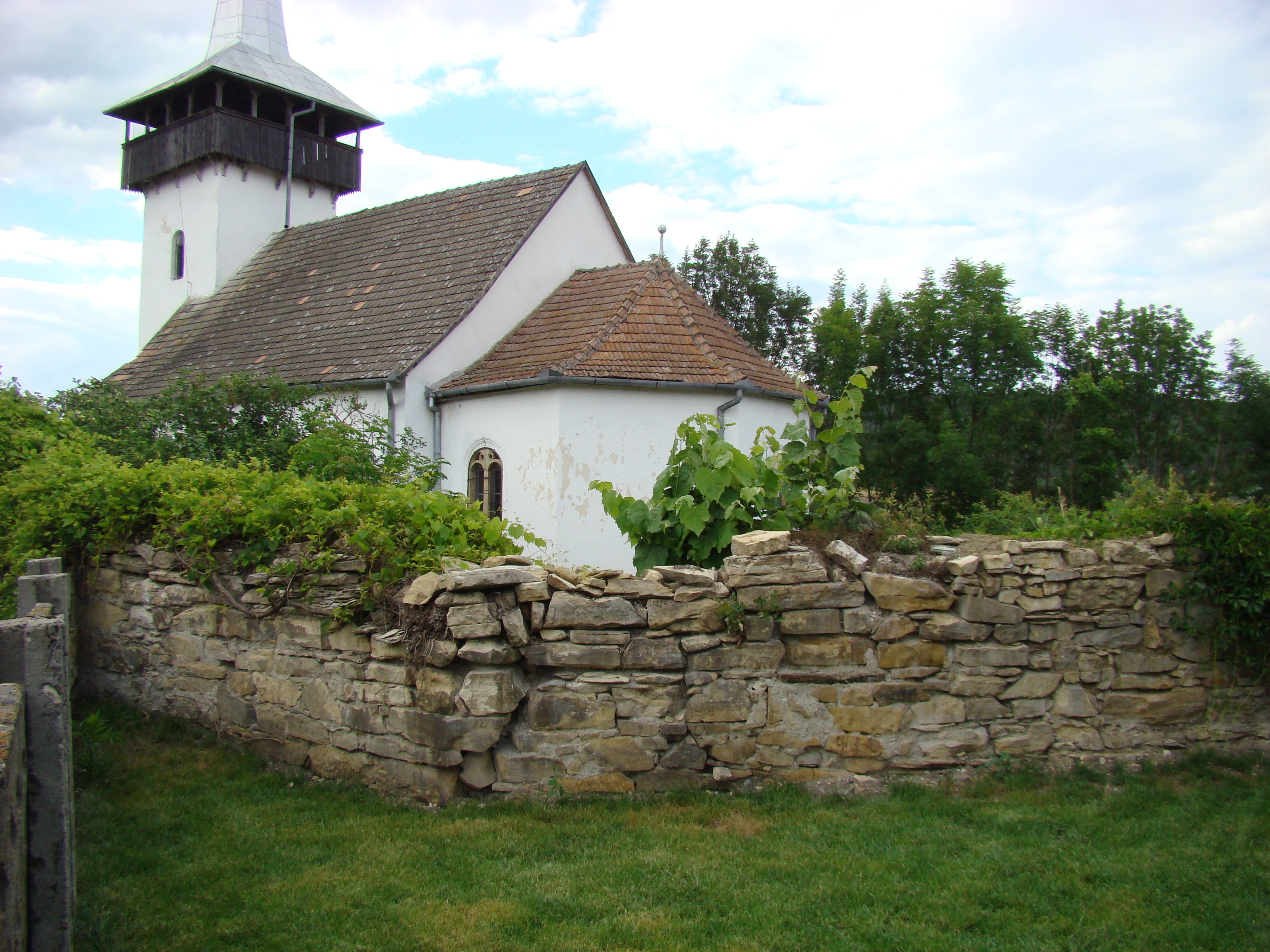
De Hongaars gereformeerde kerk van Luna de Jos (Kendilóna)

Steden met gemeentestatus: Cluj-Napoca · Turda · Câmpia Turzii · Dej · Gherla

Stad zonder gemeentestatus: Huedin

Gemeenten: Aghireșu · Aiton · Aluniș · Apahida · Așchileu Mare · Baciu · Băișoara · Beliș · Bobâlna · Bonțida · Borșa · Buza · Căianu · Călățele · Cămărașu · Căpușu Mare · Cășeiu · Cătina · Câțcău · Ceanu Mare · Chinteni · Chiuiești · Ciucea · Ciurila · Cojocna · Cornești · Cuzdrioara · Dăbâca · Feleacu · Fizeșu Gherlii · Florești · Frata · Gârbău · Geaca · Gilău · Iara · Iclod · Izvoru Crișului · Jichișu de Jos · Jucu · Luna · Măguri-Răcătău · Mănăstireni · Mărgău · Mărișel · Mica · Mihai Viteazu · Mintiu Gherlii · Mociu · Moldovenești · Negreni · Pălatca · Panticeu · Petreștii de Jos · Ploscoș · Poieni · Râșca · Recea-Cristur · Săcuieu · Săndulești · Săvădisla · Sânncraiu · Sânmartin · Sânpaul · Someșeni · Sic · Suatu · Tritenii de Jos · Tureni · Țaga · Unguraș · Vad · Valea Ierii · Viișoara · Vultureni